# Svensk mesterskab i ishockey 1948
Det svenske mesterskab i ishockey 1948 var det 26. svenske mesterskab i ishockey for mandlige klubhold. Mesterskabet havde deltagelse af 29 klubber og blev afviklet som en cupturnering i perioden 15. januar - 2. marts 1948.
Mesterskabet blev vundet af IK Göta, som blev svenske mestre for niende og hidtil sidste gang. Det var klubbens første mesterskab siden 1940, og samtidig blev IK Göta den første klub med ni SM-titler gennem tiden. I finalen vandt IK Göta med 3-2 efter forlænget spilletid over UoIF Matteuspojkarna under overværelse af 1.300 tilskuere på Östermalms idrottsplats i Stockholm. Matteuspojkarna bragte sig foran med 2-0 med scoringer i første og anden periode, inden IK Göta med to mål i tredje periode sørgede for uafgjort 2-2 efter tredje periode. IK Göta fuldførte comebacket og vandt den forlængede spilletid med 1-0 og dermed mesterskabet. Gösta Söderström scorede to finalemål for IK Göta, hvis tredje mål blev lavet af Curt-Anders Lindqvist. Arne Andersson og Rune Wennerlund scorede for Matteuspojkarna.
IK Göta var i SM-finalen for 13. gang i alt og for anden sæson i træk. Til gengæld var det UoIF Matteuspojkarnas første og hidtil eneste optræden i en SM-slutkamp.

## Resultater

### Første kvalifikationsrunde
| 15. januar | Tegs SK - Clemensnäs IF       | 1–9 |
| 18. januar | Piteå IF - Wifsta/Östrands IF | 5–5 |

#### Omkamp
| 1. februar | Wifsta/Östrands IF - Piteå IF | 11–5 |

### Anden kvalifikationsrunde
| 25. januar | IF Fellows - Forshaga IF        | 0–6 |
| 25. januar | Clemensnäs IF - IK Warpen       | 4–3 |
| 4. februar | Wifsta/Östrands IF - IFK Nyland | 6–3 |

### Første runde
| 25. januar  | IK Sturehov - Tranebergs IF        | w.o. |
| 25. januar  | IK Sirius - Hofors IK              | 3–2  |
| 27. januar  | IFK Mariefred - Nacka SK           | 3–6  |
| 29. januar  | Åkers IF - Djurgårdens IF          | w.o. |
| 8. februar  | Forshaga IF - Atlas Diesels IF     | 13–4 |
| 8. februar  | Wifsta/Östrands IF - Clemensnäs IF | 2–5  |
| 12. februar | Västerås IK - Surahammars IF       | 3–6  |
| 16. februar | IF Olympia - Karlbergs BK          | 2–4  |

### Anden runde
| Dato        | Kamp                            | Res. | Perioder      | Tilsk. | Spillested               |
| ----------- | ------------------------------- | ---- | ------------- | ------ | ------------------------ |
| 1. februar  | Mora IK - Gävle Godtemplare IK  | 4–7  |               |        |                          |
| 6. februar  | UoIF Matteuspojkarna - Nacka SK | 4–3  |               |        |                          |
| 8. februar  | Västerås IK - Djurgårdens IF    | 1–16 |               |        |                          |
| 11. februar | IK Sirius - Södertälje SK       | 3–10 |               |        |                          |
| 14. februar | Surahammars IF - AIK            | 3–8  |               |        |                          |
| 15. februar | Forshaga IF - IK Göta           | 4–5  |               |        |                          |
| 15. februar | Tranebergs IF - Clemensnäs IF   | 3–4  |               |        |                          |
| 18. februar | Hammarby IF - Karlbergs BK      | 6–0  | 1-0, 2-0, 3-0 | 191    | Östermalms IP, Stockholm |

### Kvartfinaler
| Dato        | Kamp                                  | Res. | Perioder      | Tilsk. | Spillested               |
| ----------- | ------------------------------------- | ---- | ------------- | ------ | ------------------------ |
| 15. februar | Gävle Godtemplare IK - Djurgårdens IF | 4–3  |               |        |                          |
| 17. februar | UoIF Matteuspojkarna - Södertälje SK  | 4–3  |               |        |                          |
| 20. februar | AIK - Hammarby IF                     | 3–2  | 0-0, 0-1, 3-1 | 1.672  | Östermalms IP, Stockholm |
| 22. februar | Clemensnäs IF - IK Göta               | 3–6  |               |        |                          |

### Semifinaler
| 22. februar | Gävle Godtemplare IK - UoIF Matteuspojkarna | 5–7 |
| 27. februar | IK Göta - AIK                               | 5–3 |

### Finale
| Dato     | Kamp                           | Res. | Perioder      | Forl. | Tilsk. | Spillested               |
| -------- | ------------------------------ | ---- | ------------- | ----- | ------ | ------------------------ |
| 2. marts | IK Göta - UoIF Matteuspojkarna | 3–2  | 0-1, 0-1, 2-0 | 1-0   | 1.300  | Östermalms IP, Stockholm |

## Spillere
IK Göta's mesterhold bestod af følgende spillere:
- Nils Bauer (1. SM-titel)
- Åke Engqvist (1. SM-titel)
- Åke Ericson (5. SM-titel, heraf tre titler som AIK-spiller)
- Bengt Gustafsson (1. SM-titel)
- Kurt Karlberg (2. SM-titel)
- Curt-Anders Lindqvist (2. SM-titel)
- Åke Lundström (1. SM-titel)
- Åke Olsson (1. SM-titel)
- Gösta Söderström (1. SM-titel)
- Ernst Wilkert (2. SM-titel)